# Néma
Néma, (النعمة in arabo), è una città della Mauritania capoluogo della Regione di Hodh-Charghi.
La città è l'ultima raggiungibile dalla camionabile in partenza dalla capitale Nouakchott. È una delle due città (l'altra è Ayoun el-Atrouss) dalle quali si può raggiungere il Mali.